# Zespół Szkół nr 4 im. Kazimierza Wielkiego w Sanoku

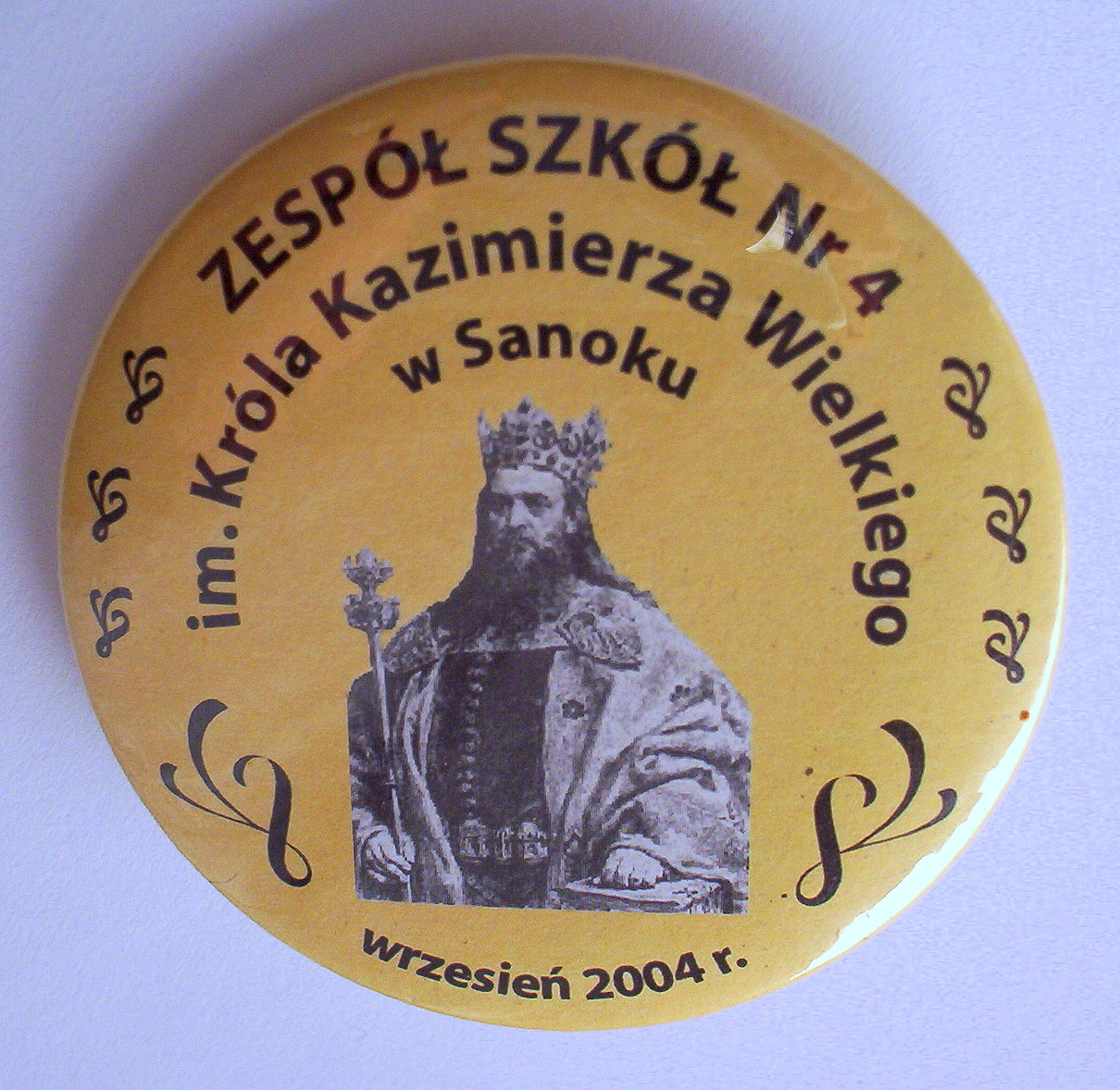
Przypinka Zespołu Szkół nr 4 im. Kazimierza Wielkiego w Sanoku z września 2004

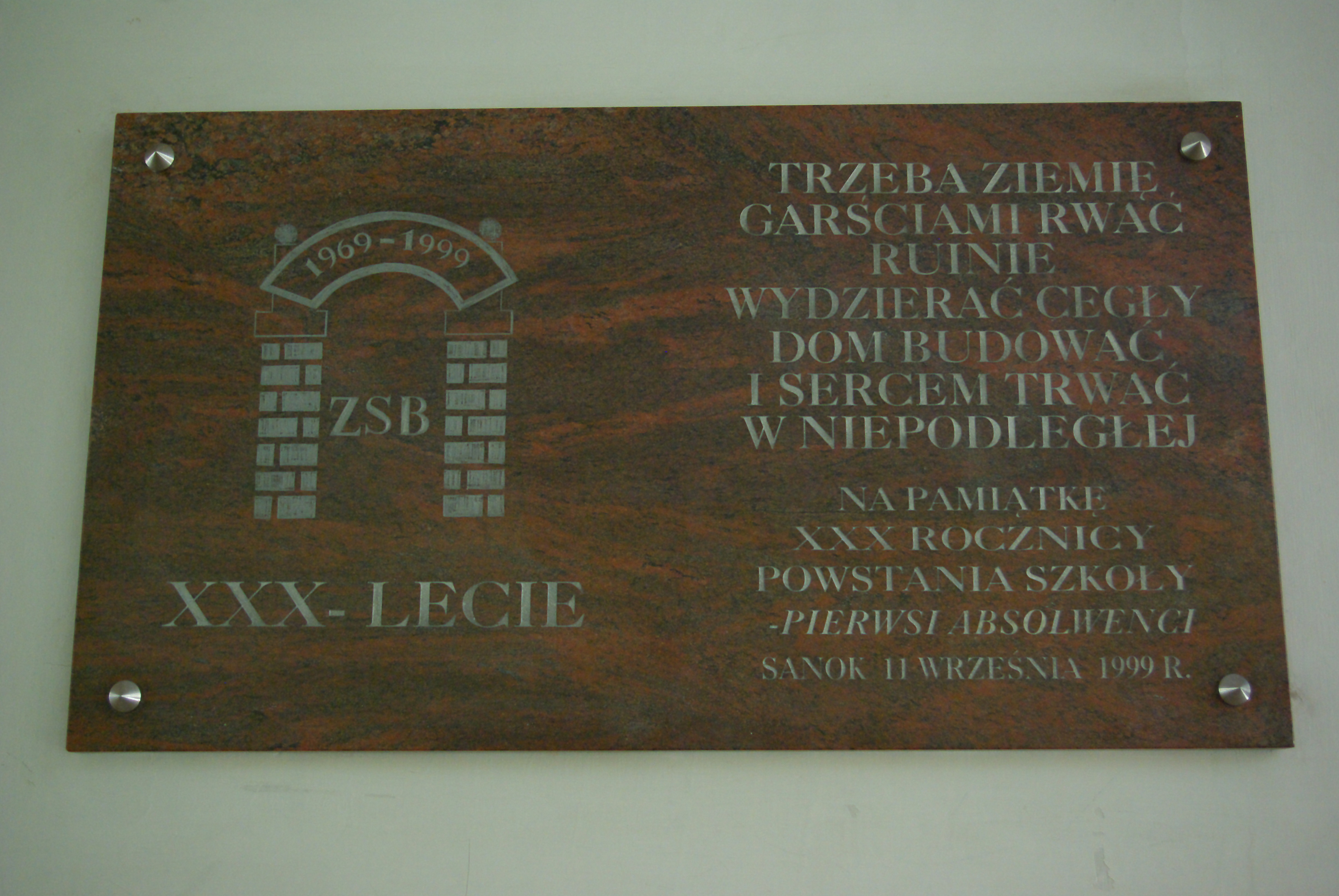
Tablica upamiętniająca 30-lecie istnienia szkoły

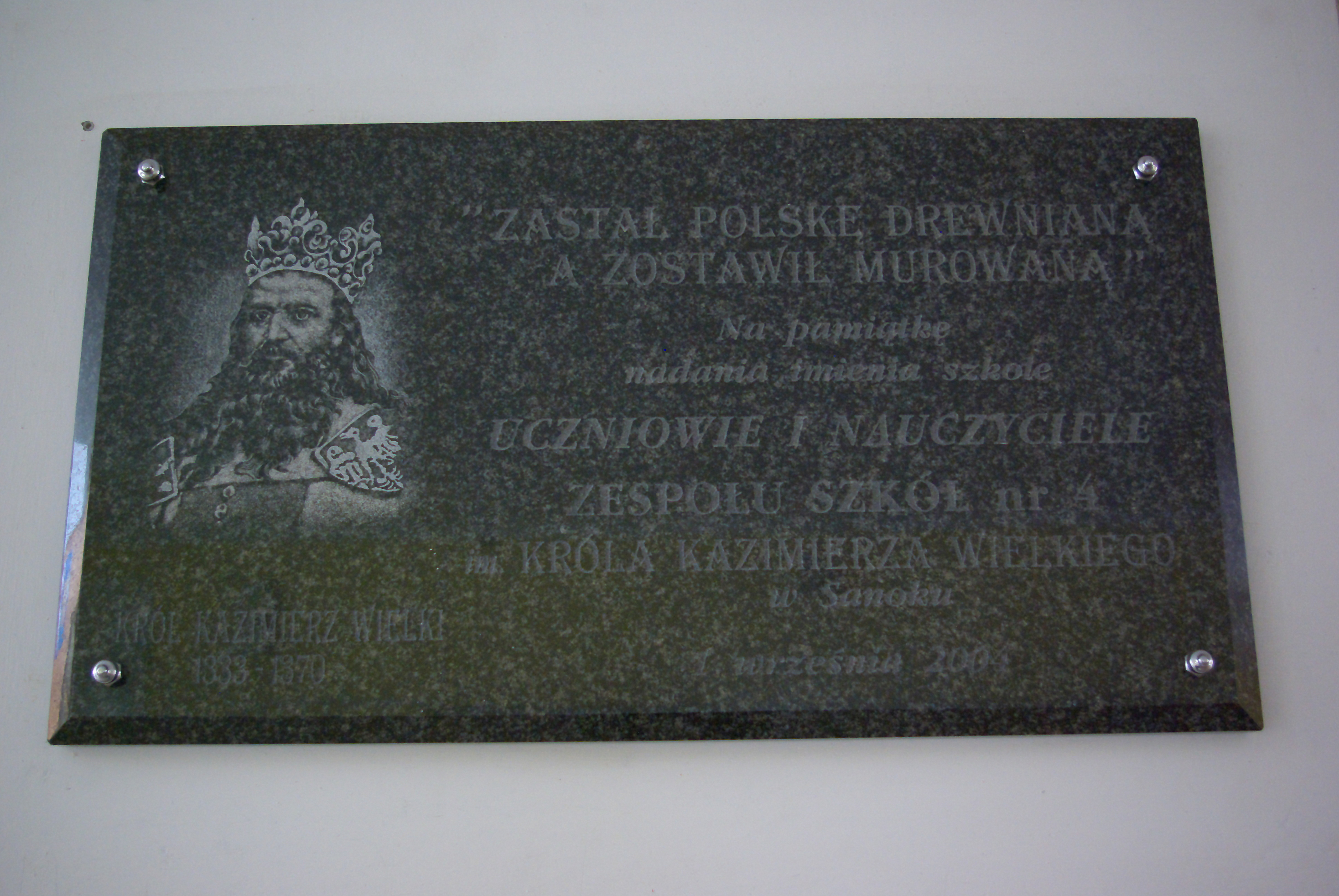
Tablica upamiętniająca króla Kazimierza III Wielkiego z 2004

Zespół Szkół nr 4 im. Kazimierza Wielkiego w Sanoku – zespół szkół ponadgimnazjalnych w Sanoku.

## Historia
W wyniku starań Sanockiego Przedsiębiorstwa Budowlanego, władz miejskich i powiatowych, 19 czerwca 1969 decyzją Ministra Budownictwa i Przemysłu Materiałów Budowlanych Andrzeja Giersza została powołana Zasadnicza Szkoła Budowlana w Sanoku. Utworzenie placówki poprzedziła decyzja Rzeszowskiego Zjednoczenia Budownictwa, które wybrało miast Sanok do zlokalizowania szkoły. Od początku szkoła funkcjonowała w budynku przy ówczesnej ulicy Ludwika Waryńskiego 25 (późniejsza ul. Podgórze). W pierwszym roku szkolnym 1969/70 w szkole kształciło się 191 uczniów w ramach zawodów murarz-tynkarz, zbrojarz-betoniarz i monter konstrukcji żelbetonowych (dwuletnie) oraz elektromonter (trzyletnie). W 1971 powołano Zespół Szkół Budowlanych, a w jej ramach Technikum Budowlane dla Dorosłych. W 1972 wprowadzono nowe specjalności: cieśla, posadzkarz i monter wewnętrznych instalacji budowlanych. Z uwagi na trudności lokalowe z niewielkim budynku, w 1974 rozpoczęto budowę nowej siedziby szkoły, której wykonawcą było Sanockie Przedsiębiorstwo Budowlane, będące wraz z Rzeszowskim Zjednoczeniem Budownictwa inwestorem (budowa trwała do 1975 i była prowadzona przez samych uczniów, którzy pracowali przy robotach wypełniając tym samym szkolne zajęcia praktyczne).
Od 1 września 1976 szkoła przeniosła się do nowego budynku przy ulicy Sadowej 21 w sanockiej dzielnicy Wójtostwo. Dotychczasową siedzibę SPB przekazało w 1977 na rzecz Państwowej Szkoły Muzycznej. Uczniowie szkoły pracowali przy budowie obiektów w Sanoku o różnym przeznaczeniu użytkowym oraz zdobywali laury w konkursach „Złotej Kielni”. Absolwenci szkoły stanowili następnie kadrę SBP. W 1986 wprowadzono pięcioletnie technikum budowlane. 5 października 1987, podczas centralnej inauguracji działalności szkolnej organizacji Związku Socjalistycznej Młodzieży Polskiej, nadano szkole patronat Janka Krasickiego, działacza komunistycznego (którego ojciec Fryderyk był związany z Sanokiem). Od 1989 wprowadzono dwie kolejne pięcioletnie specjalności w technikach: geodezję i konserwację zabytków drewnianych.
4 stycznia 1991 SPB przekazało nieodpłatnie Zespół Szkół Budowlanych na rzecz Kuratorium Oświaty i Wychowania w Krośnie. 11 września 1999 odbyły się uroczystości obchodów 30-lecia istnienia szkoły. W 1999 wprowadzono czteroletnie liceum zawodowe o specjalności renowator zabytków architektury, od 2000 studium policealne o specjalności technik architekt. Od 1 września 2002 ZSB została przekształcona w Zespół Szkół nr 4, a dwa lata później 1 września 2004 nadano szkole patronat Króla Kazimierza Wielkiego. 10 grudnia 2009 odbyła się uroczystość z okazji jubileuszu 40-lecia istnienia szkoły. W szkole działa technikum budowlane, technikum drogowe, technikum geodezyjne, technikum renowacji elementów architektury oraz zasadnicza szkoła zawodowa o specjalnościach monter zabudowy i robót wykończeniowych w budownictwie i elektryk.
ZSB nawiązała współpracę partnerską ze szkołą budowlaną w słowackim Humenném. Przy szkole zostały ustanowione budynki internatu (także wybudowane przez SPB), w ramach których w sierpniu 2008 została utworzona Powiatowa Placówka Socjalizacyjna (wcześniej istniejąca jako Dom Dziecka w budynku pod adresem ulicy Adama Mickiewicza w Sanoku; na teren nieruchomości szkoły został także przeniesiony pomnik św. Józefa z poprzedniego położenia).
Zespół Szkół nr 4 im. Kazimierza Wielkiego w Sanoku funkcjonował formalnie do 31 sierpnia 2016. Od początku roku szkolnego 2015/2016 gmach szkoły został siedzibą Zespołu Szkół nr 5 im. Ignacego Łukasiewicza, poprzednio mieszczącego się przy ulicy Jagiellońskiej w Sanoku, a dyrektorem szkoły od tego czasu została wybrana na pięcioletnią kadencję Marzena Niemczyk. Podjęto decyzję, w myśl której od roku szkolnego 2016/2017 Zespół Szkół nr 4 został włączony do Zespołu Szkół nr 5.

## Upamiętnienia
Podczas uroczystości nadania szkole imienia Janka Krasickiego 5 października 1987 została odsłonięta tablica upamiętniająca i popiersie tego działacza, ufundowane przez Sanockie Przedsiębiorstwo Budowlane. Tablica została usunięta w 1990.
W późniejszym czasie w hallu głównym gmachu szkoły zostały umieszczone tablice pamiątkowe:
- Tablica upamiętniająca 30-lecie istnienia szkoły o treści: 1969-1999 ZSB XXX-lecie. Trzeba ziemię garściami rwać, / ruinie wydzierać cegły / dom budować i sercem trwać / w Niepodległej. Na pamiątkę XXX rocznicy powstania szkoły – pierwsi absolwenci. Sanok 11 września 1999 r. Tablica została odsłonięta podczas obchodów jubileuszu 30-lecia istnienia szkoły[17]. Autorem cytatu zawartego w treści jest, niewymieniony na tablicy, Władysław Broniewski (wiersz „Do domu”)[18].
- Tablica upamiętniająca patrona szkoły, króla Kazimierza III Wielkiego (1310-1370). Treść inskrypcji brzmi: Król Kazimierz Wielki 1333-1370. „Zastał Polskę drewnianą, a zostawił murowaną”. Na pamiątkę nadania imienia szkole uczniowie i nauczyciele Zespołu Szkół nr 4 im. Króla Kazimierza Wielkiego w Sanoku. 1 września 2004.

W budynku przyszkolnego internatu w 2008 został umieszczony Dom Dziecka (wcześniej działający przy obecnej ulicy Gen. Władysława Sikorskiego w Sanoku oraz przy ulicy Adama Mickiewicza 38). Obok budynku została umieszczona rzeźba św. Józefa, ulokowana dawniej przy ww. siedzibach placówki.

## Odznaczenia
- Odznaka honorowa „Za zasługi dla ZSMP” (1987, przyznana szkolnej organizacji ZSMP)[7]
- „Jubileuszowy Adres” (1984)[24].

## Dyrektorzy
- Stefan Mogilany (1969-1974)[25]
- Jerzy Lisowski (1974-1975)
- Jerzy Bauer (1975-1981)
- Zygmunt Podkalicki (1981-1998)
- Halina Konopka (1999-2015)[26]
- Marzena Niemczyk (2015-2016)

## Uczniowie i absolwenci
- Tomasz Kozłowski – kick-boxer[27]
- Piotr Milan – hokeista (absolwent technikum budowlanego)
- Marcin Burnat, Tomasz Glimas, Wojciech Kogut, Łukasz Kraczkowski, Marcin Niemiec – hokeiści[28][29]
- Waldemar Wiszyński – karateka (technikum budowlane dla pracujących)